# 永井清史
永井清史（1983年5月18日—），生于岐阜县，是一名日本场地自行车运动员。他曾在2008年北京夏季奥林匹克运动会中获得男子竞轮赛项目的铜牌。